# Urostachys aloifolius
Urostachys aloifolius là một loài thực vật có mạch trong Họ Thạch tùng. Loài này được (Wall. ex Grev. & Hook.) Herter miêu tả khoa học đầu tiên năm 1939.